# 著作権の保護に関する国際条約
無方式主義（→著作権表示#法的背景）による著作物の保護が全世界的に行われていない一方で、メディアに固定された全ての著作物に対する速やかな無方式主義による著作権保護を提供する著作権の保護に関する国際条約（ちょさくけんのほごにかんするこくさいじょうやく）が存在する。
原始的な著作権の保護に関する国際条約として、ブエノスアイレス条約と文学的及び美術的著作物の保護に関するベルヌ条約（「ベルヌ条約」と略されることもある）といった2つの条約が存在する。

## ベルヌ条約
ベルヌ条約は、写真・映画の以外のメディアに固定された全ての著作物に対する無方式主義による、著作者の死後50年以上の保護を求めている。写真の著作物については製作から25年以上、映画の著作物については初めての上映から50年（ただし、上映が著作物の創作から50年以内に上映がされなかった場合は著作物の創作から50年）の間、保護される。また、「その国の法令に別段の定めがない限り、保護期間は、著作物の本国において定められる保護期間を超えることはない」と定めるように特別の条件を満たした著作物に関してはより短い保護期間とすることもできるが、すべての国でこの条文が適用されているわけではない。

## ブエノスアイレス条約
ブエノスアイレス条約は、著作権を有する旨を知らせる記述（→著作権表示）、より具体的には"All rights reserved"（訳：全権利保有）を著作物中に含ませることさえすれば保護をあたえる内容の条約で、南北アメリカ大陸のほとんどの国家間で調印された。この条約には、相互主義条項も盛り込まれている。
現在のブエノスアイレス条約加盟国はベルヌ条約にも加盟しており、"All rights reserved"の表示による保護規定は意味をなさないが、ブエノスアイレス条約で定められている相互主義条項が現在でも適用されている。